# 切維蔡斯 (馬里蘭州普查規定居民點)
切維蔡斯（英語：Chevy Chase）是位於美國馬里蘭州蒙哥馬利縣的一個普查規定居民點。

## 人口
根據2020年美國人口普查的數據，切維蔡斯的面積為6.26平方千米，當中陸地面積為6.25平方千米，而水域面積為0.01平方千米。當地共有人口10176人，而人口密度為每平方千米1,625.56人。